# Hallsjö församling
Hallsjö församling var en församling i Växjö stift i nuvarande Ljungby kommun. Församlingen uppgick på 1630-talet i Dörarps församling.
Kyrkan återfinns  som Hallsjö kyrkoruin.

## Administrativ historik
Församlingen har medeltida ursprung och uppgick på 1630-talet i Dörarps församling med vilken den ingått i pastorat med.